# 성 (씨성제)
가바네(일본어: 姓 カバネ[*], 고대 일본식 한자 차음 표기로는 可婆根)는 고대 일본의 야마토 정권(일본어: 倭王権 ヤマトおおけん[*]) 당시 왜왕(일본어: 倭王)이 왕권의 강화 목적으로 유력 씨족들에게 하사했던 씨족의 등급을 나타내는 칭호이다. 극동아시아의 성씨를 구성하는 성(姓)과 씨(氏) 두 요소에 대해, 일본에서는 각각 씨(일본어: 氏 ウヂ[*])는 '우지', 성(일본어: 姓 カバネ[*])은 '가바네'로 구별해 읽는다. 성과 씨를 형식적으로는 구분하지 않는 한국이나 중국과 달리 일본은 '성'과 '씨'를 전통적으로 구분했었는데, '성'으로는 집안의 유래와 벼슬 정도를 나타내고 '씨'로는 호주제(戶主制)의 가족 구성을 나타낸다. 한국의 성씨에서 흔히 족보를 통해 드러나는 사항들이 성과 유사하다. 메이지 유신(明治維新) 이후 씨성(氏姓) 일원화 정책을 통해 현재 일본은 궁중 제례를 제외하고는 씨와 성을 구분하지 않는다.

## 기원
성의 발생 경위는 명확하지 않다. 야마토 정권이 점차 국가 형태를 띠고, 왕가를 중심으로 유력 씨족들이 점차 부상해 지배 구조가 고착화되는 과정에서, 각 유력자의 충성을 얻기 위해 그들의 지위와 직위를 명시할 필요가 생겼다. 성은 유력 호족들에 의해 세습됐으며 흔히 봉건 사회의 작위(爵位)에 해당하는 명예적 측면과 실제 직급의 역할을 나타내는 측면 두가지 성격을 모두 띄고 있었다.
"가바네"의 어원이 확정된 것은 아니나 현재 전문가들 사이에 논의되고 있는 어원은 다음과 같다.
- 가부네(일본어: 株根), 가부나(일본어: 株名) 등 혈통이나 계보의 의미를 갖는 일본어
- 아가메나(일본어: 崇名), 즉 고명한 이름이란 뜻을 갖는 일본어의 파생형
- 신라(新羅)의 골품제(骨品制)에서 귀족성을 나타내는 골(骨) 글자에서 기원한 '뼈'의 일본어 가바네(일본어: 骨)에서 유래

## 성(姓)의 원형
야마토 정권이 수립되기 이전부터 각 지방의 군장들이나 지역 사회를 나타냈던 것으로 생각되는 명칭들이 있다. 이런 원시적 성의 명칭은 현대 일본 인명에서도 곧잘 쓰이고 있다.
- 히코(일본어: 彦、比古、日子 ヒコ[*])
- 히메(일본어: 比売、日女、媛 ヒメ[*])
- 네(일본어: 根、禰 ネ[*])
- 미미 혹은 미(일본어: 耳、見、美 ミミ or ミ[*])
- 타마(일본어: 玉、多模 タマ[*])
- 누시(일본어: 主 ヌシ[*])
- 모리(일본어: 守 モリ[*])
- 도베(일본어: 戸部、戸畔 トベ[*]) 등등이 있다.

## 성의 제도화
야마토 정권이 확립되면서 성을 제도화시키려 했던 최초의 시도를 13대 천황 세이무 천황(成務天皇,재위 131년(?)~190년(?)) 때로 일본 사학계는 주장하고 있다. 구니노 미야쓰코(일본어: 国造), 아가타노 누시(일본어: 県主), 와케(일본어: 和気、別 ワケ[*]), 이나기(일본어: 稲置) 등이 당시 정해졌다고 한다.
19대 천황 인교 텐노(允恭天皇) 때는 신련제(臣連制)가 도입되어, 고위직 순으로 공(公)・군(君)에 해당하는 기미(きみ), 왕의 직신(臣)을 의미하는 오미(おみ), 무라지(連), 아타이(直), 오비토(首), 후히토(史), 스구리(村主) 등이 정해졌다. 이 때 개혁에 의해 전의 '와케'는 키미의 성으로 변화했고, 구니노 미야쓰코・아가타노 누시는 아타이(アタイ)로 바뀌었다. 신련제 하에서 가장 유력한 가문에는 오오미(大臣)나 오무라지(大連)가 따로 주어졌다.
그 밖으로는 백제 멸망후 귀화한 백제 왕족들인 고니키시(王) 등이 있었다. 고니키시는 백제어로 왕을 뜻하는 건길지(鞬吉支)의 일본어적 변형이다.

## 성의 변천
초기 성 체계는 672년 덴지 천황의 두 아들 간의 권력 다툼이었던 진신의 난(일본어: 壬申の乱) 이후, 신라의 골품제를 본따 덴무 천황(天武天皇)가 제정한 야쿠사노 카바네(八色の姓)에 의해 유명무실해졌다. 과거 최고 지위의 성이었던 오미(臣)나 무라지(連) 조차 서열이 6,7번 째로 밀려나 지위가 낮아졌다. 대신 이후의 공신들에게 마히토(真人), 아손 혹은 아소미(朝臣), 스쿠네(宿禰), 인베(忌寸) 등의 성이 새로 주어졌다. 그러나 그나마도 나라 시대가 지나자 천황들이 남발해 대부분 유력씨족의 카바네는 최고 등급인 아손(朝臣)으로 올라갔고, 오래지않아 야쿠사노 가바네(八色の姓) 역시 의미가 희미해졌다.
메이지 유신의 근대 일본에 이르기까지 명맥을 유지한 성의 흔적으로는 후지와라 아손 나가토시(오무라 마스지로-大村益次郎), 후지와라 아손 도시미치(오쿠보 도시미치-大久保利通), 스가하라 아손 시게노부(오쿠마 시게노부-大隈重信), 미나모토 아손 아리토모(야마가타 아리토모-山縣有朋) 등의 '아손', 엣지 스쿠네 히로부미(이토 히로부미-伊藤博文) 등의 스쿠네(宿禰) 등이 있다. 근현대 일본인들의 성 호칭에는 사실 여부가 실상 희미하기도 할뿐더러, 천황제 아래 황궁 행사 등에 필수불가결한 형식으로서만 현대 일본에서 의미를 가진다.
메이지 정부(明治政府)는 1870년의 평민묘자허용령(平民苗字許容令), 1872년의 임신년호적법(壬申戸籍法)에 따라 성과 씨의 2단 체계를 일원화하였고, 종래의 성과 씨 두가지를 병기하는 관습을 폐지했다. 임신년 호적법 제정 이후 종래의 성(姓)은 종래의 씨(氏)와 함께 법적으로 일원화되어 현재는 성(姓)=씨(氏)=묘자(苗字)=명자(名字)가 모두 같은 지위를 갖게 됐다. 새로운 씨성제도가 일본 전국적으로 확립된 것은 1875년 평민묘자필칭의무령(平民苗字必称義務令)이 반포된 후였다.

## 참고 문헌
- 오타 아키라(太田亮) 著, 일본상고사에 있어서 사회조직의 연구(『日本上代における社会組織の研究』), 1921년 간행
- 미조구치 무쓰코(溝口睦子) 著, 신화기술 해석상 하나의 시도(「記紀神話解釈の一つのこころみ」) 분카쿠(文学), 1973년~1974년 연재
- 시노다 겐(篠田賢) 著, 카바네 '무라지(連)'의 성립에 관하여, 세이죠대학원 문학연구회(成城大学大学院文学研究科) 편저, 일본평민문화개요(『日本常民文化紀要) 제26집, 2006년 간행

## 같이 보기
- 야마토 정권
- 일본 문화
- 인명
- 성씨
- 칭호